# Kalifat von Sokoto

Flagge des Sokoto-Kalifats

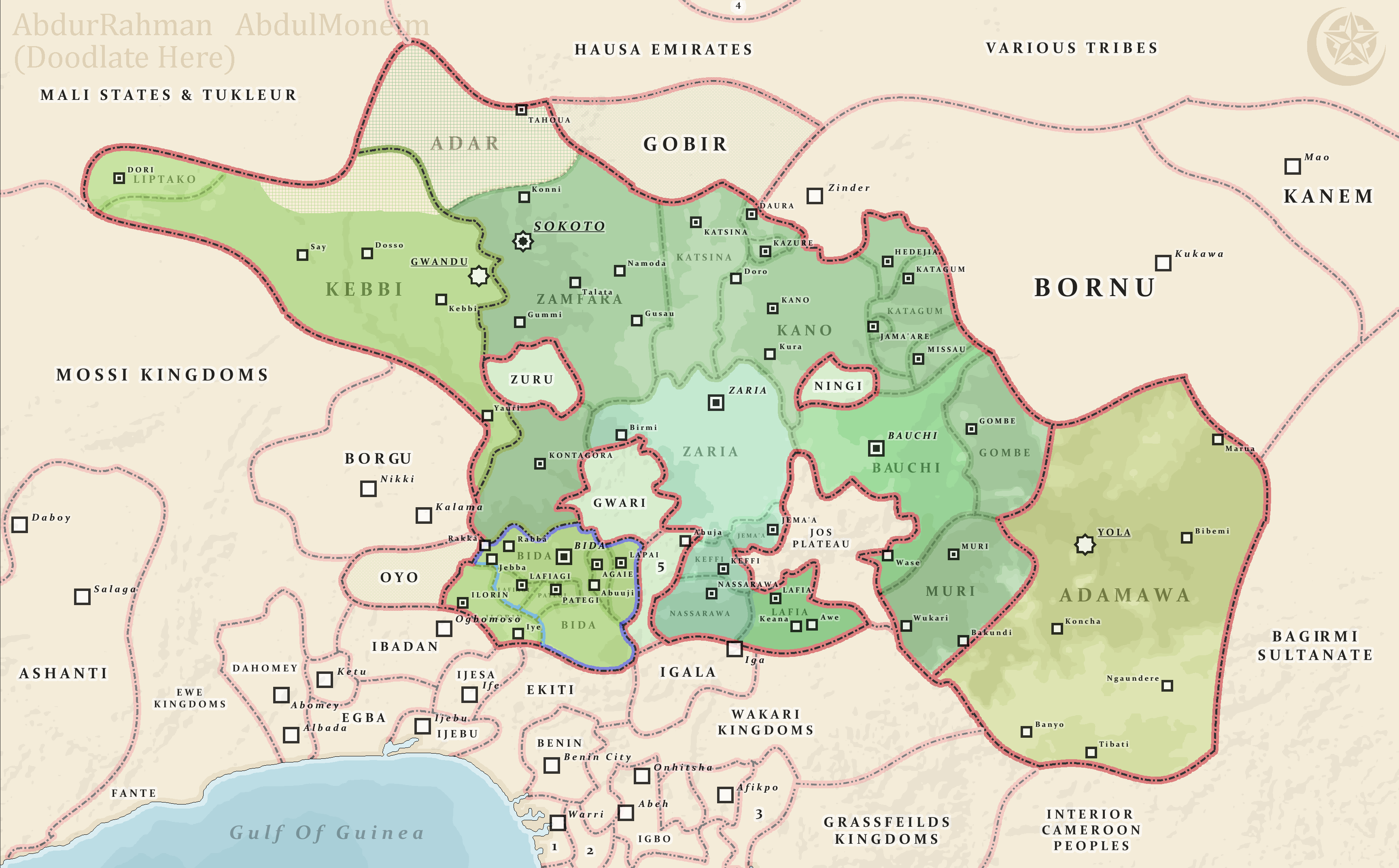
Das Sokoto-Kalifat um 1870

Das Kalifat von Sokoto (Soccatu, Sakatu, arabisch: دولة الخلافة في بلاد السودان), auch Reich von Sokoto (auf Yoruba Ilẹ̀ Kálìfù Sókótó) oder Fulbe-Reich genannt, war ein islamischer Staat der Fulbe im Norden des heutigen Nigerias, der 1804 bis 1812 von Usman dan Fodio gegründet wurde, den größten Teil des Hausa-Landes umfasste und mit einer Fläche von ca. 440.000 km² einer der flächenmäßig größten vorkolonialen Staaten auf dem afrikanischen Kontinent war. Er grenzte nördlich an die Sahara, östlich an Kanem-Bornu, westlich an Gando und südlich an das Land der Yoruba (heute Südnigeria).
Das Kalifat entstand, nachdem Hausa-König Yunfa im Jahr 1804 den religiösen Eiferer Dan Fodio vertrieb. Dan Fodio und seine Anhänger wanderten nach Gudu aus und bildeten eine Miliz mit Dan Fodio als dem Befehlshaber der Gläubigen (Amīr al-Muʾminīn). Diese Miliz eroberte in ihrem Dschihad große Landstriche und konsolidierte diese als „Sokoto-Kalifat“. Bis 1808 hatte das Sokoto-Kalifat die Kontrolle über mehrere nordnigerianische Staaten erlangt.
1837 zählte das Kalifat über zwanzig Millionen Bewohner und galt im 19. Jahrhundert als mächtigstes Reich Westafrikas. Um 1870 erreichte der Staat seine größte Ausdehnung und umfasste einen großen Teil Westafrikas. Das Kalifat umfasste auf seinem Höhepunkt mehrere unabhängige Hausa-Königreiche, 30 verschiedene Emirate im größten und am weitesten entwickelten Staat des vormodernen Subsahara-Afrikas. Das Kalifat erstreckte sich über 1.500 km von Dori in Burkina Faso bis Kamerun und im Süden bis nach Ilorin.
Das Kalifat wurde 1903 von Briten, Franzosen und Deutschen niedergerungen und den jeweiligen Kolonien Nordnigeria, Französisch-Westafrika bzw. Kamerun angegliedert. Viele Politiker des modernen Nigeria wie Bello, Rufai oder Atiku Abubakar verweisen in ihrem Namen auf historische Personen des Kalifats. Ministerpräsident Bello war sogar direkter Nachfahre von Dan Fodio. Boko Haram (um 2014) und ISWAP sehen sich in der Tradition des Sokoto-Kalifats und seines Dschihads.

## Geschichte

### Vor 1800
Im 17. und 18. Jahrhundert war die größte Macht in der Region im Einzugsgebiet des Tschadsees und des Niger das Bornu-Reich. Revolutionen und das Aufkommen neuer Mächte schwächten jedoch die Macht des Bornu-Reiches, und bis 1759 hatten seine Herrscher die Kontrolle über die Oasenstadt Bilma und den Zugang zum Transsaharahandel verloren. Vasallenstädte des Reiches wurden nach und nach autonom, und so entstand in der Region bis 1780 ein Konglomerat unabhängiger Staaten.
Drei der bedeutendsten waren die Sultanate von Gobir, Kebbi (beide im Tal des Rima-Flusses) und Zamfara, alle im heutigen Nigeria. Diese Königreiche führten regelmäßig Krieg gegeneinander. Um die ständige Kriegsführung zu finanzieren, erhoben sie von ihren Bürgern hohe Steuern.
Ein Großteil der Bevölkerung war in den Jahrhunderten zuvor zum Islam konvertiert; in vielen Gegenden, vor allem in der Aristokratie, herrschte jedoch weiterhin heidnischer Glaube vor. Ende des 17. Jahrhunderts kam es in den Hausa-Königreichen zu einer Zunahme der islamischen Predigten. Malikitische Gelehrte wurden aus dem Maghreb in die Hausa-Länder eingeladen oder reisten dorthin und schlossen sich den Höfen einiger Sultanate an. Diese Gelehrten predigten eine Rückkehr zur islamischen Tradition. Der wichtigste dieser Gelehrten ist Muhammad al-Maghili, der die Maliki-Rechtsprechung nach Nigeria brachte.

### Dan Fodio, „Der Scheich“
Usman dan Fodio war ein muslimischer Pullo (Singularform von Fulbe) aus dem Hausa-Staat Gobir. Dieser islamische Gelehrte hatte in Gobir mit Zustimmung und Unterstützung der Hausa-Führung der Stadt gelehrt und gepredigt. Als jedoch Yunfa, ein ehemaliger Schüler von dan Fodio, Sultan von Gobir wurde, schränkte er dan Fodios Aktivitäten ein und zwang ihn schließlich, ins Exil nach Gudu zu gehen. Dan Fodios Anhänger verließen Gobir und erhielten in anderen Regionen weiteren Zulauf. Sultan Yunfa fühlte sich von dan Fodio bedroht und erklärte ihm am 21. Februar 1804 den Krieg.
Dan Fodio wurde von seinen Anhängern zum „Befehlshaber der Gläubigen“ (Amir al-Mu'minin) gewählt, was den Beginn des Staates Sokoto markierte. Er rief einen Dschihad gegen die Hausa-Könige aus und scharte seine hauptsächlich aus Fulani bestehenden „Kriegsgelehrten“ gegen Gobir zusammen. Trotz anfänglicher Verluste begannen die Truppen von dan Fodio ab 1805, einige wichtige Städte einzunehmen. Die Fulani nutzten den Guerillakrieg, um den Konflikt zu ihren Gunsten zu wenden, und sammelten Unterstützung in der Zivilbevölkerung, die sich über die despotische Herrschaft und die hohen Steuern der Hausa-Könige ärgerte. Den Truppen von dan Fodio gelang es, die Staaten Katsina und Daura sowie 1807 das wichtige Königreich Kano einzunehmen, und 1809 schließlich Gobir zu erobern.
Nachdem er sich nach seinem Sieg zum Scheich erklärt hatte, unterwarf er die übrigen Fürstentümer der Hausa, Katsina, Zaria, Nupe und Birmin Kebbi. Er hatte klare Vorstellungen von staatlicher Gerechtigkeit, sozialen Reformen und individuellen Rechten, sie waren von seinen profunden Kenntnissen des islamischen Rechts bestimmt.
Kanem-Bornu dagegen vermochte der Expansion zu widerstehen. Usmans Untergebener Modibo Adama gründete Adamaua, ein Fulbe-Emirat unter Oberhoheit von Sokoto.

### Diadochenkämpfe, abtrünnige Emirate
Im Jahre 1812 teilte Usman dan Fodio das Reich in zwei Hälften auf. Sein Bruder Abdullahi erhielt die westlichen Provinzen mit Gwandu, sein Sohn Muhammad Bello die Ostprovinzen mit der von ihm gegründeten Stadt Sokoto. Damit begannen bereits vor dan Fodios Tod 1817 die Diadochenkämpfe im Kalifat, die bis zu seinem Ende 1903 anhalten sollten. Dan Fodios Nachfolger, die ihre Stellung ihrer genealogischen Beziehung zu dan Fodio verdankten und nicht unbedingt zu den Schriftgelehrten oder Demagogen zählten, mussten im Laufe der Jahrzehnte zunehmend mit militärischer Macht Emirate bezwingen, die nach mehr Unabhängigkeit strebten.
Ein Großteil des Wachstums des Staates erfolgte durch die Einrichtung eines umfassenden Systems von Ribats (Trutzburgen) als Teil der Konsolidierungspolitik von Muhammed Bello, dem zweiten Sultan. Aus den Ribats wurden oft neue Städte mit ummauerten Festungen, Schulen, Märkten und anderen Gebäuden. Diese erwiesen sich als entscheidend für die Ansiedlung der Fulani-Hirten und die von Sklaven bewirtschaftete Plantagen, die für die Wirtschaft von entscheidender Bedeutung waren.

### Abstieg
In der letzten Hälfte des 19. Jahrhunderts war die Region im Hinblick auf eine koloniale Expansion ins Visier der Europäer geraten.
Im Anschluss an die Berliner Konferenz expandierten die Briten nach Südnigeria und begannen 1901, in das Kalifat von Sokoto einzudringen, während gleichzeitig deutsche Bemühungen in Kamerun stattfanden. Der britische General Frederick Lugard nutzte die Rivalitäten zwischen vielen der Emire im Süden und der zentralen Verwaltung von Sokoto, um jegliche Verteidigung zu verhindern, während er auf die Hauptstadt zusteuerte, während die Deutschen Adamawa eroberten. Als sich die Briten der Stadt Sokoto näherten, organisierte der neue Sultan Muhammadu Attahiru I. zusammen mit Muhammad bin Anabwani eine schnelle Verteidigung der Stadt und kämpfte gegen die vorrückenden britischen Streitkräfte. Die britischen Truppen siegten schnell.
Das Kalifat wurde von Großbritannien, Frankreich und Deutschland aufgeteilt. Die von Sokoto losgelöste Region von Konni wurde Französisch-Westafrika zugeschlagen. Am 13. März 1903 unterstellte sich der letzte Wesir des Kalifats auf dem großen Marktplatz von Sokoto offiziell der britischen Herrschaft. Frederick Lugard schaffte das Kalifat ab, behielt aber den Titel Sultan als symbolische Position für sunnitische Muslime im neu organisierten Protektorat Nordnigeria bei. 1906 war der bewaffnete Widerstand gegen die britische Herrschaft beendet.
Obwohl das Kalifat von Sokoto nicht mehr existiert, verstehen sich die heutigen Führer des Islams in Nigeria als Nachfolger dan Fodios.

## Verwaltungsstruktur
Die politische Struktur des Staates war so organisiert, dass der Sultan von Sokoto von der Stadt Sokoto aus regierte. Das Oberhaupt jedes Emirats wurde vom Sultan für die jeweilige Stadt ernannt, erhielt jedoch weitgehende Unabhängigkeit und Autonomie.
Der Staat Sokoto war weitgehend um eine Reihe weitgehend unabhängiger Emirate herum organisiert, die dem Sultan von Sokoto die Treue schworen. Die Verwaltung wurde zunächst nach dem Vorbild von Mohammed während seiner Zeit in Medina aufgebaut, aber auch nach den Theorien von Al-Mawardi in „The Ordinances of Government“. Die Hausa-Königreiche vor Usman dan Fodio wurden weitgehend durch Erbfolge regiert.
Die frühen Herrscher von Sokoto, dan Fodio und Bello, schafften das System der Erbfolge ab und zogen es vor, Führer aufgrund ihrer islamischen Gelehrsamkeit und ihres moralischen Ansehens zu ernennen. Die Emire wurden vom Sultan ernannt; sie reisten jedes Jahr, um Treue zu schwören und Steuern in Form von Getreide, Kuhschalen und Sklaven zu liefern. Wenn ein Sultan starb oder sich aus dem Amt zurückzog, wählte ein Ernennungsrat, der sich aus den Emiren zusammensetzte, einen Nachfolger aus. Direkte Erbfolgen wurden größtenteils nicht befolgt, obwohl jeder Sultan eine direkte Abstammung von dan Fodio behauptete.
Das Kalifat übernahm viele der Regierungsstrukturen seiner Hausa-Vorgänger, die es erobert hatte. Es regierte nach islamischem Recht, wobei die Befugnisse an die Emirate fielen, die das Kalifat bildeten. Viele Emire und hochrangige Beamte waren Fulani-Kleriker und -Gelehrte, die am Fulani-Krieg teilgenommen hatten.
Die wichtigste administrative Teilung bestand zwischen Sokoto und dem Gwandu-Emirat. Im Jahr 1815 zog sich Usman dan Fodio aus der Verwaltung des Staates zurück und teilte das während des Fulani-Krieges eroberte Gebiet unter seinem Bruder Abdullahi dan Fodio, der im Westen das Gwandu-Emirat regierte, und seinem Sohn Muhammed Bello, der die Verwaltung des Sokoto-Sultanats übernahm. Der Emir von Gwandu blieb dem Sokoto-Sultanat treu und erhielt die geistliche Führung des Sultans, doch verwaltete der Emir die einzelnen Emirate unter seiner Aufsicht unabhängig vom Sultan.
Die Verwaltungsstruktur der losen Loyalität der Emirate zum Sultan funktionierte nicht immer reibungslos. Während der Herrschaft von Muhammed Bello kam es 1816–1817 zu einer Reihe von Aufständen der Hausa-Aristokratie, die der Sultan jedoch beendete, indem er den Anführern Landtitel verlieh. Im 19. Jahrhundert kam es zu zahlreichen Krisen zwischen dem Sokoto-Sultanat und vielen untergeordneten Emiraten, insbesondere dem Adamawa-Emirat und dem Kano-Emirat. 1836 kam es im Stadtstaat Gobir zu einem schweren Aufstand, der von Muhammed Bello in der Schlacht von Gawakuke niedergeschlagen wurde.
Die Sufi-Gemeinschaft in der gesamten Region erwies sich als entscheidend für die Verwaltung des Staates. Die Tariqa-Bruderschaften, vor allem die Qadiriyya, der jeder nachfolgende Sultan von Sokoto angehörte, bildeten eine Gruppe, die die einzelnen Emirate mit der Autorität des Sultans verband. Die Gelehrten Burnham und Last behaupten, dass diese islamische Gelehrtengemeinschaft eine „embryonale Bürokratie“ darstellte, die die Städte im gesamten Sokoto-Staat miteinander verband.

## Wirtschaft
Nach der Errichtung des Kalifats kam es in der gesamten Region zu einem jahrzehntelangen wirtschaftlichen Aufschwung, insbesondere nach einer Welle von Aufständen in den Jahren 1816–1817. Sie betrieben einen bedeutenden Handel über die Transsahara-Routen.
Nach dem Fulani-Krieg wurde das gesamte Land des Reichs zum Waqf erklärt, d. h. zum Eigentum der gesamten Gemeinschaft. Der Sultan konnte jedoch Land an Einzelpersonen oder Familien vergeben, ebenso wie ein Emir. Dieses Land konnte von Familienmitgliedern vererbt, aber nicht verkauft werden. Der Handel basierte weitgehend auf Sklaven, Kaurischnecken oder Gold. Zu den wichtigsten Anbauprodukten gehörten Baumwolle, Indigo, Kola- und Sheanüsse, Getreide, Reis, Tabak und Zwiebeln.

### Sklaverei
Um 1900 hatte Sokoto „mindestens eine Million und vielleicht sogar 2,5 Millionen Sklaven“, dies wird an Größe nur noch von den amerikanischen Südstaaten übertroffen (die 1860 vier Millionen Sklaven hatten). Die Sklaverei blieb ein wichtiger Bestandteil der Wirtschaft, obwohl sich ihre Funktionsweise mit dem Ende des atlantischen Sklavenhandels geändert hatte. Sklaven wurden durch Raubzüge und über Märkte gewonnen, wie es zuvor in Westafrika üblich gewesen war. Der Gründer des Kalifats erlaubte die Sklaverei nur für Nicht-Muslime; die Sklaverei wurde als ein Verfahren angesehen, um solche Völker in die muslimische Gemeinschaft einzubinden. Etwa die Hälfte der Bevölkerung des Kalifats war im 19. Jahrhundert versklavt. Durch die Dschihad-Kampagnen, die Grenzkriege und die Sklavenüberfälle kam es zu einer enormen Zunahme der Sklaven. Die Ausweitung der landwirtschaftlichen Plantagen unter dem Kalifat war von Sklavenarbeit abhängig. Diese Plantagen wurden rund um die Ribats angelegt, und um die Städte des Reiches herum wurden große Flächen für die landwirtschaftliche Produktion genutzt. Die Institution der Sklaverei wurde durch das Fehlen einer Rassenschranke zwischen den Völkern und durch ein komplexes und unterschiedliches Beziehungsgeflecht zwischen Eigentümern und Sklaven vermittelt, zu dem das Recht, durch die Arbeit auf ihren eigenen Grundstücken Eigentum zu erwerben, die Freilassung und die Möglichkeit für Sklaven, zu konvertieren und Mitglieder der islamischen Gemeinschaft zu werden, gehörten. Es gibt historische Aufzeichnungen darüber, dass Sklaven im Kalifat von Sokoto hohe Regierungs- und Verwaltungsebenen erreichten.
Der wirtschaftliche Wohlstand des Kalifats beruhte auch auf islamischen Traditionen, Marktintegration, innerem Frieden und einem ausgedehnten Export- und Handelsnetz.

## Kultur
Die islamische Kultur war von Anfang an ein wichtiger Aspekt des Kalifats. Sultan Usman dan Fodio, Sultan Muhammed Bello, Emir Abdullahi dan Fodio, Sultan Abu Bakr Atiku und Nana Asma'u widmeten der Aufzeichnung von Geschichten, dem Schreiben von Gedichten und islamischen Studien viel Zeit. Es gibt eine Reihe von Manuskripten, die entscheidende historische Informationen und wichtige spirituelle Texte enthalten. Diese Rolle nahm nach der Herrschaft von Bello und Atiku ab.
Muhammad Bello, der nach Usmans Tod 1817 zu seinem Nachfolger erhoben wurde, ließ die Chroniken seiner Vorgänger, der Hausakönige, zerstören. Diese Chroniken stellten fast die einzigen schriftlichen, von Afrikanern verfassten Dokumente der afrikanischen Geschichte dar. Bellos Schwester Nana Asma’u verfasste zahlreiche literarische und historische Werke.

## Liste der Sultane von Sokoto
- 1804–1817: Usman dan Fodio
- 1817–1837: Muhammad Bello
- 1837–1842: Abu-Bakr Atiku I.
- 1842–1859: Aliyu Babba
- 1859–1866: Ahmad Atiku
- 1866–1867: 'Aliyu Karami
- 1867–1873: Ahmad Rafai
- 1873–1877: Abu-Bakr Atiku II.
- 1877–1881: Mu'azu Ahmad
- 1881–1891: Umar bin Ali
- 1891–1902: 'Abdul-Rahman
- 1902–1903: Muhammad Attahiru I.
- 1903–1915: Muhammad Attahiru II.
- 1915–1924: Muhhammad I. Mai Turare
- 1924–1931: Muhammad II. Tambari
- 1931–1938: Hasan
- 1938–1988: Abu-Bakr
- 1988–1996: Ibrahim Dasuki
- 1996–2006: Ibrahim Muhammad Maccido
- 2006–0000: Muhammad Sa'ad Abubakar